# Carmen Llera
Carmen Llera, nota con il nome di Carmen Llera Moravia (Tudela, 11 maggio 1953), è una scrittrice spagnola naturalizzata italiana.
È stata moglie di Alberto Moravia dal 1986 fino alla sua morte.
(Carmen Llera Moravia, Intervista in occasione del suo quinto romanzo, intervista pubblicata su Sette: settimanale del Corriere della Sera nel giugno 1996)

## Biografia

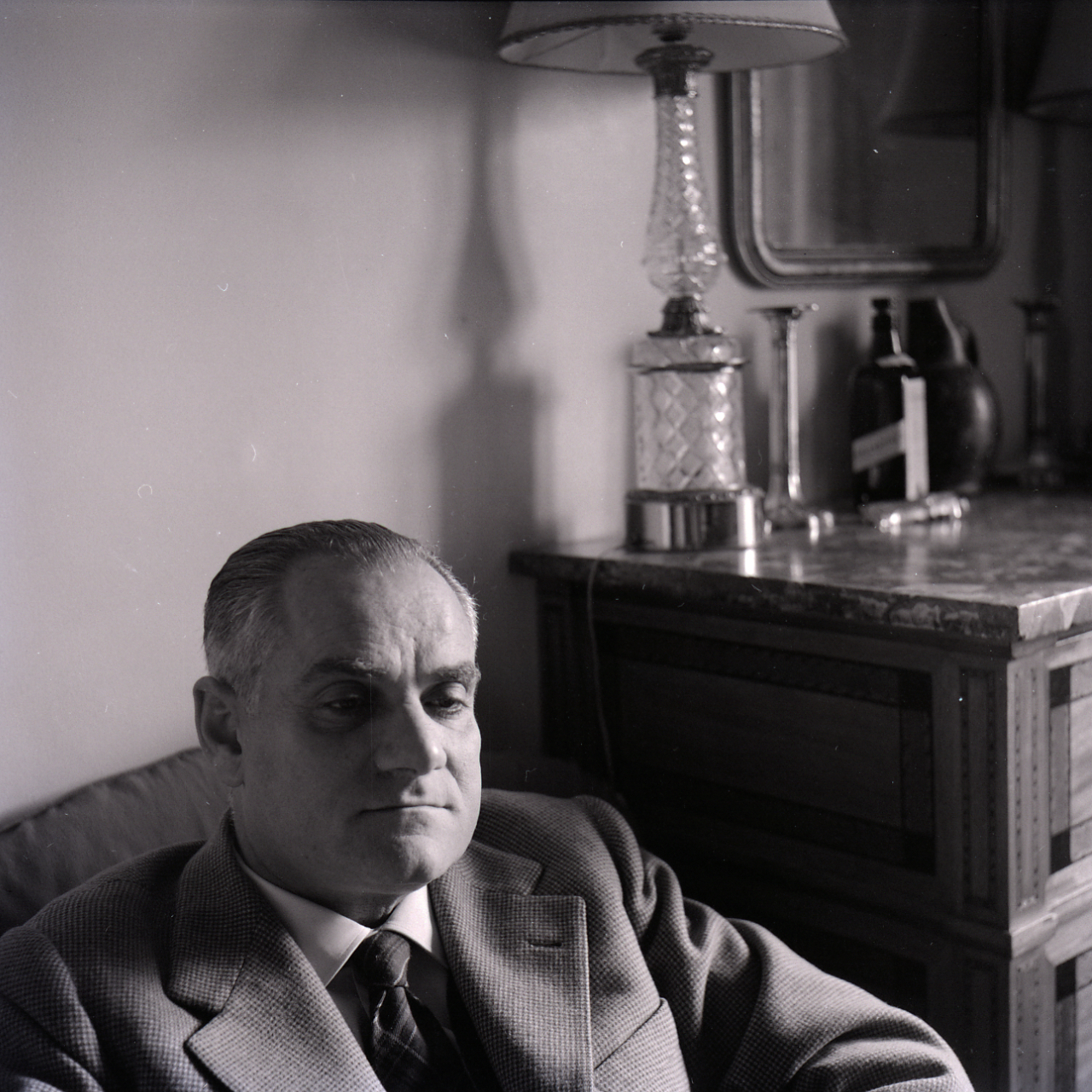
Lo scrittore Alberto Moravia, marito di Carmen Llera dal 1986 al 1990, in una foto di Paolo Monti (Fondo Paolo Monti, BEIC, 1982).

Carmen Llera Chocán, figlia secondogenita di Lorenzo Llera, un proprietario terriero e sindaco conservatore franchista, ha studiato in un collegio religioso di Pamplona, gestito dalle suore della Compagnia di Maria. Il nonno Moises era di origini ebraiche.
La sua adolescenza è stata ribelle e poco conformista; è diventata la portavoce giovanile del Partito Socialista spagnolo e ha sposato a soli 17 anni il suo professore di filosofia, matrimonio durato pochi mesi. 
È arrivata in Italia nel 1978 con l'incarico di lettrice all'Università di Palermo, e l'anno successivo si è trasferita a Roma, dove ha conosciuto e sposato nel 1986 lo scrittore Alberto Moravia, di 46 anni più anziano di lei, situazione che ha suscitato, all'epoca, enorme clamore. A lei Moravia ha dedicato la raccolta di racconti La cosa (1983).
Nel 1995 ha curato la presentazione del romanzo della scrittrice Ghadah Al-Samman, Un taxi per Beirut (Roma, Jouvence). 
Nel 1998 ha scritto la prefazione di Storie segrete, un volume di Eleonora Cavallini,  cugina di Vittorio Sgarbi.
Nel 2000 ha fatto pubblicare le lettere e i biglietti amorosi scritti per lei da Moravia con il titolo Finalmente ti scrivo, poi distrutti per sua stessa ammissione. 
A sua cura, ha pubblicato nel 2008 una poesia inedita dello scrittore in francese.

## Le lettere al Corsera
La sua lettera al Corriere della Sera del 22 agosto 2013 ha riaperto ancora una volta il drammatico tema della difficile ricostruzione del dopo terremoto dell'Aquila: "lo spettacolo è desolante, ponteggi dentro e fuori sorreggono gli edifici, gru, cani randagi, silenzio, saracinesche abbassate, una città fantasma che ricorda Beirut bombardata, Aleppo, Guernica".
"Rimango autore Bompiani, così anche l'opera omnia di Alberto Moravia": con queste parole Carmen Llera ha categoricamente risposto in un'altra lettera aperta, inviata sempre al Corriere della Sera, non intendendo aderire alla nascita della nuova casa editrice finanziata dagli scrittori nel 2015, La nave di Teseo, voluta da Umberto Eco e portata avanti da Elisabetta Sgarbi, in disapprovazione della presa di posizione "per incompatibilità antropologica" del gruppo di scrittori nei confronti del potere editoriale della fusione di "Mondazzoli" (Mondadori e Rizzoli). Tuttavia, nel 2016 è stato pubblicato un suo racconto (Lola e i tennisti) per la raccolta Smash: 15 racconti di tennis, edito dalla Nave di Teseo. ISBN 978-88-93440-24-0

## Vita privata
Nel 1973 è diventata madre di Héctor. Tra i flirt di intellettuali e vip, presunti o attribuiti dalla stampa, hanno fatto discutere la storia con il leader politico druso Walid Jumblatt e la forte amicizia con Dominique Strauss-Kahn. Nella lista dei falsi amanti è finito pure Fiorello.
Vive a Roma.

## Curiosità
- Carmen Llera firma tutte le sue pubblicazioni come Carmen Llera Moravia, aggiungendo dunque al suo cognome quello del defunto marito[21].

- In un articolo per il Corriere della Sera, il 15 ottobre 2016 ha ricordato l'incontro negli anni ottanta a Roma con il cantautore statunitense Bob Dylan, futuro Premio Nobel della letteratura[27].

## Opere

### Narrativa
- Georgette, Milano, Leonardo Mondadori, 1988
- Lola e gli altri, Milano, Bompiani, 1989
- Dall'Atlantico al Negev, Milano, Bompiani, 1990
- Uomini, Milano, Bompiani, 1993
- Diario dell'assenza, Milano, Bompiani, 1996
- Sarabanda, Milano, Bompiani, 1997
- Amori incompiuti, Milano, Bompiani, 1999
- Finalmente ti scrivo, Milano, Bompiani, 2000
- Fine, Milano, Bompiani, 2003
- Gaston, Milano, Bompiani, 2005
- Ultimo amante, Milano, Bompiani, 2007
- Vita imperfetta, Milano, Bompiani, 2011

### Altre pubblicazioni
- Natale altrove, Roma, Edizioni Gabriele e Mariateresa Benincasa, 1991